# Shimmy
Pour les articles ayant des titres homophones, voir Chimie et Shimi.
Le shimmy est une danse qui trouve ses fondements aux États-Unis, dans la danse noire de la fin du XIXe siècle. Elle évoque les notions[pas clair] de chatoiement et de vibration.

## Histoire
Il a été un peu modifié par des immigrants blancs qui y ont vu une parenté avec des traditions gitanes et s'est popularisé au cours des années 1920, à la fois comme danse de scène dans les spectacles de revue musicale et dans les pratiques de jeunes en salle de danse (danse solo à cette époque). Il comporte notamment pour particularité un mouvement alternatif avant-arrière des épaules, les coudes légèrement pliés, le tronc le plus immobile possible.
À la fin de la Première Guerre mondiale, la danse s'est popularisée en Angleterre, et une des chansons à succès de 1918 fut Everybody shimmies now, chantée par Sophie Tucker et par Mae West.
L'actrice de cinéma Frances White, née en 1896, se produisait aussi dans les revues musicales entre 1916 et 1922, et elle dansa le shimmy en octobre 1919 au théâtre de Florenz Ziegfeld à Broadway (New Amsterdam Theatre).
Autres danseuses célèbres : Gilda Gray (« reine du shimmy ») et Mae West, à la réputation sulfureuse (elles portaient une chemise ample et décolletée à même le corps, et leurs mouvements de danse syncopée laissaient entrevoir leurs charmes).
L'un des compositeurs de musique shimmy fut Theron C. Bennett. Parmi les orchestres célèbres des années 1920 exécutant de la musique pour accompagner la danse, on peut citer Jan Garber (The Hot Years) et Clarence Williams.
Influence en Europe : Paul Hindemith, Suite pour piano 1922, op.26, II (Shimmy).
En 1922, Albert Willemetz et Jacques Charles écrivent les paroles de La Java, créée par Mistinguett, sur une musique de Maurice Yvain : « Qu'est-ce qui dégote le fox-trot et même le chimi... ». Armand Piron écrit la chanson I Wish I Could Shimmy Like My Sister Kate (en) qui fut reprise de nombreuses fois y compris sur scène par les Beatles, dont une version peut-être entendue sur l'album non officiel Live! at the Star-Club in Hamburg, Germany; 1962.
En 1961, Jerry Leiber et Mike Stoller écrivent la chanson Teach Me How to Shimmy pour les Isley Brothers. Les Coasters la reprennent en 1961, Les Calamités en 1984 et Les Soucoupes Violentes en 1987.
En 1974, Tom Waits chante, dans la chanson Fumblin' With The Blues : « And I'm a pool-shooting-shimmy-shyster shaking my head »
En 1984, Tina Turner chante, dans la chanson Private Dancer écrite par Mark Knopfler : « Tell me, do you wanna see me do the shimmy again? »
En 1987, le musicien et producteur Mark Kramer (en) crée le label Shimmy Disc (en).
En 1996, Ol'Dirty Bastard publie sur le label Elektra l'album Return to the 36 Chanbers: The Dirty Version sur lequel figure le morceau Shimmy Shimmy Ya.

## En aéronautique
Le terme shimmy a été adopté par les aviateurs américains pour désigner des vibrations anormales, notamment dans la roue avant d'un train d'atterrissage tricycle. Après la Seconde Guerre mondiale, l'anglais étant devenu la langue universelle de l'aéronautique, ce terme est entré dans le vocabulaire même des aviateurs francophones. Ainsi, les personnages de fiction Tanguy et Laverdure l'emploient fréquemment. 
Quant à un personnage familier des termes de marine comme le capitaine Haddock, il déclare avoir « du shimmy dans la vision » après avoir regardé un téléviseur, inventé par le professeur Tournesol, à l’image particulièrement instable.

## Automobile
Par extension, le terme est également passé dans le langage automobile pour désigner du flou ou des louvoiements dans le système de direction d'une voiture. Les causes possibles incluent le défaut de géométrie du train par conception ou à la suite d'une déformation accidentelle, les défauts d'usure des pneus ou d'équilibrage des roues, jeu et l'usure des pivots. Dans le domaine motocycliste, on parle plus volontiers de guidonnage.